# 佩列佩利尼基
49°47′34″N 25°9′29″E / 49.79278°N 25.15806°E
佩雷佩利內基（烏克蘭語：Перепельники）是位於烏克蘭西部特諾皮爾州特諾皮爾區的村莊，處於塞雷特普拉維河畔，始建於1442年，面積2.87平方公里，2001年人口546。